# The Second Stage Turbine Blade
The Second Stage Turbine Blade es el primer álbum de estudio para Coheed and Cambria. Fue grabado en los Stained Glass Studios en Paramus, Nueva Jersey y en los Appleseed Studios en Woodstock, Nueva York, durante 2001. Equal Vision Records lo lanzó al mercado el 5 de febrero de 2002.
he Amory W]]ars. En este disco se nos cuenta la historia de Coheed y su esposa Cambria.

## Listado de canciones
1. "Second Stage Turbine Blade" – 0:52
2. "Time Consumer" – 5:41 (con Dr. Know)
3. "Devil in Jersey City" – 4:47
4. "Everything Evil" – 5:50
5. ¨Delirium Trigger¨ - 4:47
6. ¨Hearshot Kid Disaster¨ - 5:40
7. ¨33¨ - 3:29
8. ¨Junesong Provision¨ - 5:20
9. ¨Neverrender¨ - 5:22
10. ¨God Send Conspirator¨ - 13:42 (incluye Hidden Track)

## Historia del disco
El álbum nos introduce a Coheed y a su esposa Cambria, los personajes donde el nombre de la banda se origina. El sitio de web http://www.evilinkcomics.net Archivado el 11 de octubre de 2007 en Wayback Machine., quien a su vez es de Sánchez cantante de la banda. Describe la historia detrás de las letras del disco:

## Créditos
- Claudio Sánchez - Voz y guitarra
- Travis Stever - guitarra y voces secundarias
- Michael Todd - bajo y voces secundarias
- Josh Eppard - Batería
- Michael Birnbaum - productor, mezclas
- Chris Bittner - productor, mezclas
- Jayson Dezuzio - grabador, preproducción
- Nate Kelley - Batería (en "Delirium Trigger" y "33")
- Dr. Know - guitarra (en "Time Consumer")
- Todd Martin - grabación (en "Delirium Trigger" y "33")
- Montana Masback - voces adicionales (en "Hearshot Kid Disaster")

- Datos: Q18590